# Rhynchostele humeana
Rhynchostele humeana är en orkidéart som först beskrevs av Heinrich Gustav Reichenbach, och fick sitt nu gällande namn av Soto Arenas och Gerardo A. Salazar. Rhynchostele humeana ingår i släktet Rhynchostele och familjen orkidéer. Inga underarter finns listade i Catalogue of Life.